# Ronal
Ronal AG er en schweizisk producent af hjul til biler og kommercielle køretøjer, der er baseret i Härkingen, Kanton Solothurn. Virksomheden har over 8.000 ansatte og producerer årligt 21 mio. hjul.
Ronal AG har 13 hjulfabrikker, to værktøjsfabrikker og et logistikcenter. De har salgskontorer i 11 lande. Mærker inkluderer Ronal, Speedline Corse og Speedline Truck.
Virksomheden blev etableret i Tyskland i 1969 af Karl Wirth.